# Satz von Kolmogorow-Tschenzow
Der Satz von Kolmogorow-Tschenzow, auch Stetigkeitssatz von Kolmogorow-Tschenzow genannt, ist ein mathematischer Satz der Wahrscheinlichkeitstheorie und beschäftigt sich mit Eigenschaften von Pfaden oder Realisierungen von stochastischen Prozessen. Er trifft eine Aussage darüber, wann Modifikationen eines stochastischen Prozesses stetig beziehungsweise lokal hölderstetig sind. Die Aussage geht in einer einfacheren Form auf Andrei Nikolajewitsch Kolmogorow zurück und wurde von Nikolai Nikolajewitsch Tschenzow 1956 entsprechend verallgemeinert.
Anwendung findet der Satz beispielsweise bei der Konstruktion des Wienerprozesses, wo er die Existenz stetiger Pfade garantiert.

## Aussage
Gegeben sei ein reellwertiger stochastischer Prozess {\displaystyle X=(X_{t})_{t\in I}}, der als Indexmenge die nichtnegativen reellen Zahlen besitzt. Es ist also {\displaystyle I=[0,\infty )}. Des Weiteren gebe es für jedes {\displaystyle T\in I}  reelle Zahlen {\displaystyle a,b,C>0}, so dass
{\displaystyle \operatorname {E} (|X_{t}-X_{s}|^{a})\leq C|t-s|^{1+b}}
für alle {\displaystyle s,t} aus dem Intervall {\displaystyle [0,T]} gilt.
Dann existiert eine Modifikation {\displaystyle X^{*}} von {\displaystyle X}, die lokal hölderstetige Pfade der Ordnung {\displaystyle h} hat für alle {\displaystyle h\in (0,{\tfrac {b}{a}})}.
Außerdem existiert dann zu jedem {\displaystyle \varepsilon >0} eine endliche Zahl {\displaystyle K=K(\varepsilon ,T,a,b,C,h)}, so dass
{\displaystyle P\left(|X_{t}^{*}-X_{s}^{*}|\leq K|t-s|^{h}{\text{ für }}s,t\in [0,T]\right)\geq 1-\varepsilon }.

## Beispiel: Wienerprozess
Der Wienerprozess ist ein reellwertiger Prozess {\displaystyle W=(W_{t})_{t\in I}} mit Indexmenge {\displaystyle I=[0,\infty )}, der durch die folgenden Eigenschaften charakterisiert wird:
1. {\displaystyle W_{0}=0}.
2. {\displaystyle W} ist ein Prozess mit unabhängigen Zuwächsen.
3. {\displaystyle W} ist ein Prozess mit stationären Zuwächsen.
4. Die Zuwächse sind normalverteilt, es gilt also {\displaystyle W_{t}\sim {\mathcal {N}}_{0,t}}.
5. Die Pfade des Prozesses sind fast sicher stetig.

Mit dem Satz von Kolmogorow-Tschenzow kann man nun zeigen, dass die fünfte Bedingung redundant ist, d. h., wenn die ersten vier Bedingungen für einen Prozess gelten, so existiert immer eine Modifikation des Prozesses, welche die fünfte Bedingung erfüllt.
Denn aufgrund der stationären unabhängigen Zuwächse und der Skalierungseigenschaften der Normalverteilung gilt 
{\displaystyle W_{t}-W_{s}\sim {\sqrt {t-s}}\;W_{1}\sim {\mathcal {N}}_{0,t-s}}.
Mit den Rechenregeln des Erwartungswertes folgt damit
{\displaystyle \operatorname {E} \left((W_{t}-W_{s})^{2n}\right)=\operatorname {E} \left(({\sqrt {t-s}}\;W_{1})^{2n}\right)=\operatorname {E} (W_{1}^{2n})|t-s|^{n}}
und beispielsweise durch die momenterzeugende Funktion erhält man {\displaystyle \operatorname {E} (W_{1}^{2n})={\tfrac {(2n)!}{2^{n}n!}}}. Nach dem Satz von Kolmogorow-Tschenzow mit {\displaystyle a=2n,b=n-1} und {\displaystyle C=C(n)={\tfrac {(2n)!}{2^{n}n!}}} existiert nun für jedes {\displaystyle n\geq 2} und jedes {\displaystyle h\in (0,{\tfrac {n-1}{2n}})} eine lokal Hölder-{\displaystyle h}-stetige Modifikation des Prozesses {\displaystyle W}.

## Verallgemeinerungen
Die Aussage des Satzes gilt ohne weitere Einschränkungen auch für Prozesse, die Werte in polnischen Räumen annehmen. Bei Veränderungen der Zeitmenge muss man jedoch stärkere Forderungen stellen.